# Slough railway station
Slough railway station är en järnvägsstation belägen i Slough i Berkshire i England. Stationen sköts av First Great Western. Sloughs nuvarande station ritades av John Danks och öppnades september 1884.

## Station Jim

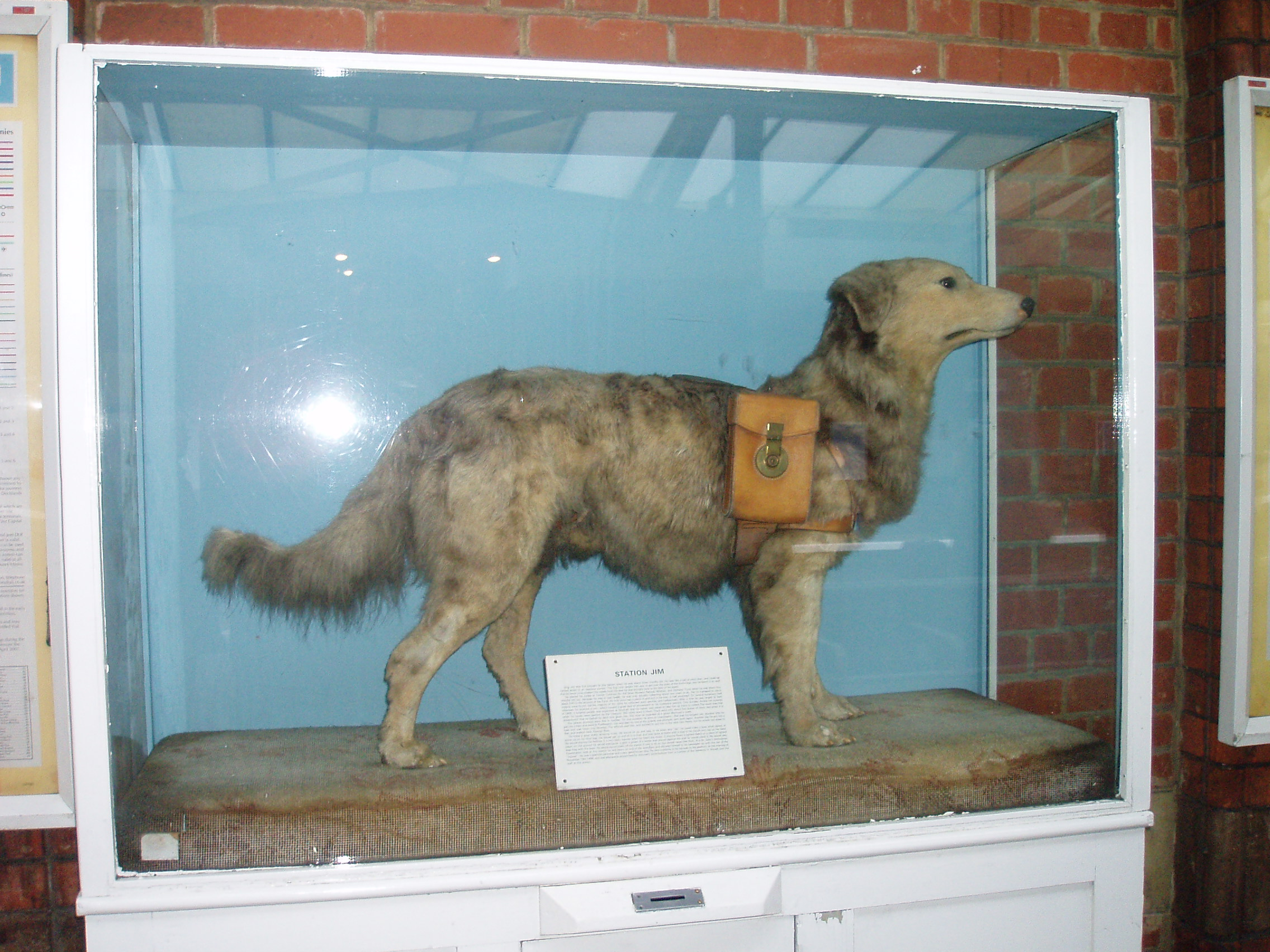
Station Jim uställd på plattform 5, 2008.

Station Jim var en hund som samlade in pengar till Great Western Railways fond för änkor och föräldralösa barn. År 1894 kom den då tre månader gamla valpen till Slough railway station där han snart började att samla in pengar till fonden. Under tiden som Station Jim samlade in pengar ökade hans popularitet bland invånarna i Slough och när han plötsligt dog i november 1896 samlade de ihop pengar för att kunna betala för en konservering av hunden.